# Jatrogenia
Jatrogenia (gr. ἰατρός iatros – lekarz, γένεσις genesis – pochodzenie, geneza) – oddziaływanie lekarza (lub innego personelu medycznego) na pacjenta. Określenia „jatrogenia”, „jatrogenny” zwykle są stosowane w kontekście negatywnych następstw działań personelu medycznego, choć pojęcie to zawiera w sobie wszystkie następstwa związane z przebiegiem leczenia (w tym pozytywne), a następstwa niekorzystne określa się mianem „jatropatogenii”.
Działania personelu medycznego wywierają wpływ (zarówno pozytywny, jak i negatywny) na stan psychiczny (jatropsychogenia) lub fizyczny (jatrosomatopatia) pacjenta. Zachowania niewłaściwe mogą wywoływać u pacjenta zaburzenia lękowe, depresyjne, powodować dodatkowe schorzenia czy dolegliwości. Błędy jatrogenne bywają między innymi związane z niedostarczeniem pacjentowi potrzebnych informacji, niewłaściwym ich przekazaniem, z nieprawidłową postawą wobec chorego, brakiem u personelu medycznego wiedzy, empatii lub umiejętności psychologicznych w kontakcie z chorym.